# Psałterz wrocławski
Psałterz wrocławski – iluminowany (28 całostronicowych miniatur i 10 inicjałów, 168 rysunków na marginesach stron tekstowych i ilustrowanego kalendarza) XIII-wieczny rękopis przechowywany w The Fitzwilliam Museum w Cambridge, stworzony we Wrocławiu najprawdopodobniej między 1255 i 1267 r. na zlecenie Anny, żony księcia Henryka II Pobożnego i matki Henryka III Białego lub też żony tego ostatniego. Do jego powstania mógł się przyczynić absolwent uniwersytetu w Padwie, książę Władysław wrocławski, który sprowadził artystów związanych z Giovannim da Gaibaną z Padwy.
Manuskrypt należał m.in. do Bertrama, 4. earla Ashburnham (1797–1878), którego spadkobiercy sprzedali go Henry'emu Yatesowi Thompsonowi (1838–1928) w maju 1897 r., a ten w domu aukcyjnym Sotheby’s w Londonie sprzedał go 23 March 1920 r. Thomasowi H. Richesowi (1856–1935), który zapisał go The Fitzwilliam Museum. Do zbiorów muzeum trafił 1950 r. decyzją wdowy po nim. W 2018 r. w zbiorach Muzeum Miejskiego Wrocławia znalazła się współczesna kopia psałterza, który wcześniej był nieznany w Polsce. Od 11 kwietnia do 31 maja 2019 r. w Bibliotece Uniwersyteckiej we Wrocławiu były eksponowane faksymile Psałterza wrocławskiego przy okazji wystawy „W kręgu iluminowanych średniowiecznych psałterzy śląskich. Europejska sztuka książki w pełnym blasku”.